# Sunset Acres (Alberta)
Sunset Acres est une communauté située dans la province d'Alberta, dans le centre-sud.